# Плющ Марія Яківна

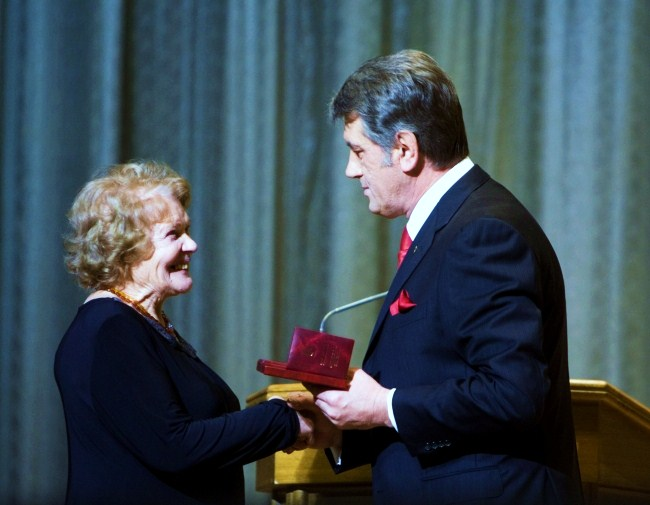
Президент України Віктор Ющенко нагороджує М. Я. Плющ орденом княгині Ольги, 2010

Плющ Марія Яківна (7 січня 1926, с. Храпачі, тепер Білоцерківського району Київської області — 15 травня 2025, Київ) — українська вчена-мовознавиця, завідувачка кафедри української мови НПУ імені М. П. Драгоманова, доктор філологічних наук (1984), професор (1986), Заслужений працівник народної освіти України, дійсний член Академії наук вищої освіти України.

## Біографія
Закінчила 1950 Київський педагогічний інститут (тепер Національний педагогічний університет імені Михайла Драгоманова).
З 1953 — асистентка кафедри української мови, старша викладачка, доцентка, з 1986 — професорка; 1987–1991 — завідувачка кафедри методики викладання української мови і літератури, з 1992 — професорка кафедри української мови, з 2006 — завідувачка кафедри української мови, з 2016 — заслужений професор Університету.
Упродовж 15 років була вченим секретарем спеціалізованої вченої ради із захисту кандидатських і докторських дисертацій, членом спеціалізованої вченої ради в Київському університеті імені Тараса Шевченка та Інституту іноземних мов; із 2003 року — Голова Спеціалізованої вченої ради в НПУ імені М. П. Драгоманова. Обиралась Головою жіночої ради університету, членом експертної комісії МОН України з видань для вищої школи, ученою секретаркою Ради НПУ імені М. П. Драгоманова.
15 травня 2025 колектив факультету української філології та літературної творчості імені Андрія Малишка Українського державного університету імені Михайла Драгоманова сповістив, що цього дня померла Марія Яківна Плющ.
Марія Яківна Плющ прожила довге і складне життя: у голодні 1932-33 рр. разом із сім'єю рятувалася від смерті, пережила окупацію під час Другої світової війни, важкі повоєнні роки, повномасштабне вторгнення… До свого 100-річчя науковиця не дожила лише вісім місяців. До останніх днів працювала, бо повсякденна наукова праця — це її органічна потреба, стан душі, кредо життя.
Майже 80 років відала науці та університеті — від студентської лави до професора, завідувача кафедри української мови. У Марії Яківни велика наукова родина, до неї серцем линули усі: викладачі, вчителі, аспіранти й студенти.

## Нагороди
- Медаль «За доблесну працю» — 1970;
- Нагрудний знак «Відмінник народної освіти УРСР» — 1971;
- «Відмінник освіти СРСР» — 1976;
- «Відмінник освіти СРСР» — 1982;
- Медаль «А. С. Макаренка» — 1987;
- Нагрудний знак «Заслужений працівник народної освіти України» — 1995;
- «Медаль честі», присуджена Міжнародним Бібліографічним центром (Кембридж, Англія) у номінації «Жінка світу в галузі наук 2000—2001 рр.»;
- Нагрудним знак Міністерства освіти і науки України «За наукові досягнення» — 2005;
- «Медаль Петра Могили» — 2007;
- «Орден княгині Ольги» ІІІ ступеня — 2010[4].

## Праці
Творчий доробок М. Я. Плющ — понад 300 наукових праць. Це і монографії з актуальних проблем сучасного теоретичного мовознавства, публікації у енциклопедичних словниках («Українська мова»; «Літературна енциклопедія»), фахових журналах, колективних монографіях, доповіді на Міжнародних і Всеукраїнських науково-практичних конференціях в Україні та за її межами (у Білорусі, Чехословаччині, Росії).
Основні праці:
- Монографії: «Відмінок у семантико-синтаксичній структурі речення», 1978; «Категорії суб'єкта і об'єкта в структурі простого речення», 1986; «Словоформа в семантико-синтаксичній структурі речення», 2011; 2013; «Категорія відмінка в семантико-синтаксичній структурі речення», 2016.
- Підручники і навчальні посібники:
- методики викладання української мови («Робота над текстом у початкових класах», 1986, у співавт.; «Вивчення морфології в 5-6 класах», 1988).

Співавторка підручників для ВНЗ («Сучасна українська літературна мова», 1994, 2000, 2001; «Сучасна українська літературна мова. Збірник вправ», 1995) і навчального посібника «Методика лінгвістичного аналізу тексту» (1984, у співавт.), підручників для гімназій, ліцеїв і шкіл з поглибленим вивченням укр. мови («Рідна мова» для 9 класу, 2002; «Рідна мова» для 10 класу, 2003, у співавт.) і навчальних посібників для загальноосвітніх шкіл («Українська мова. Довідник», 2002).
Наукова школа
2 доктори наук, 20 кандидатів наук зі спеціальностей «українська мова» і «методика викладання української мови».

## Сім'я
Син — Юрій Миколайович Плющ (18 жовтня 1955) — український гравець в ґо, майстер спорту України, тренер.